# Гамбит Греко — Филидора
Гамби́т Греко — Филидо́ра — дебют, начинающийся ходами: 
 1. e2-e4 e7-e5 
 2. f2-f4 e5:f4 
3.Kg1-f3 g7-g5 
4.Cf1-c4 Cf8-g7 
5.h2-h4.
Относится к открытым дебютам.

## История
Такой план известен ещё по игре Джоакино Греко, в трактате которого упоминается ход 4…Cf8-g7. Однако детальный анализ продолжения провёл в XVIII веке Франсуа-Андре Филидор. Он же впервые предложил ход 5.h2-h4. Поэтому гамбит назван именами двух выдающихся шахматистов — Гамбит Греко — Филидора. 

Гамбит широко применялся в турнирной практике XIX в. Его с успехом применяли такие игроки, как Морфи (Морфи-Мик, Новый Орлеан, 1855), Маршалл (Маршалл-Гунсберг, Вена, 1903), Андерсен (Андерсен-Нейман, Берлин, 1866).

## Основные идеи
Белые путём ослабления позиции собственного короля создают пешечное напряжение на королевском фланге. Основное продолжение: 5…h6 6.d4 d6 7.c3 Kb8-c6 8.0-0, в результате которого чёрные удерживают лишнюю пешку, а белые имеют взамен неё компенсацию в виде активного положения своих фигур. Однако, как показывает турнирная практика, в большинстве продолжений возникают позиции с равными шансами сторон и чёрные не испытывают больших трудностей.

## Варианты
- 5…h6 6.d4 d6 7.c3 Kb8-c6 8.Фd1-b3
- 5…h6 6.d4 d6 7.c3 Kb8-c6 8.0-0
  - 8…Cc8-g4

## Примерная партия
Р. Раубитшек — Х. Р. Капабланка, Нью-Йорк, 1906
1. e2-e4 e7-e5 2. f2-f4 e5:f4 3.Kg1-f3 g7-g5 4.Cf1-c4 Cf8-g7 5.h2-h4 Фe7 9. Фb3 Кd8. 10. hg hg 11. Фb5+ Сd7 12. Ф:g5 Сf6 13. Ф:f4 Кe6 14. С:e6 С:e6 15. e5 de 16. К:e5. 0-0-0 17. Кa3 Лh4 18. Фg3. С:e5 19. Ф:e5 Лd5 20. Фg7 Лg4 21. Фh7 Кf6! 22. Фh8+ Лd8 23. Ф:f6 Лdg8! 24. Лf2. Л:g2+! 25. Крf1 Сc4+ 26. К:c4 Лg1x. 0-1.